# Pimécrolimus
Le pimécrolimus, est vendu sous la marque Elidel.

## Usage médical
Est un médicament utilisé pour traiter la dermatite atopique  et le psoriasis,. Il s'agit d'un traitement de deuxième intention après les corticoïdes topiques. Il s'applique sur la peau sous forme de crème.

## Effets secondaires
Les effets secondaires courants comprennent une réaction cutanée, des maux de tête et de la toux; d'autres préoccupations peuvent inclure le cancer et les infections. L'utilisation n'est pas recommandée pendant la grossesse. Il s'agit d'un inhibiteur de la calcineurine.

## Histoire
Le médicament a été approuvé pour un usage médical aux États-Unis en 2001. Au Royaume-Uni, un tube de 30 grammes coûte au NHS environ 20 livre sterling à partir de 2021. Ce montant aux États-Unis est d'environ 70 dollars américain.